# Aux frontières des séries
 (août 2025).
Motif : absence totale de sources secondaires indépendantes et pérennes. être diffusé à la radio ne donne pas d'admissibilité de fait
- Archive Wikiwix
- Bing
- Cairn
- DuckDuckGo
- E. Universalis
- Gallica
- Google
- G. Books
- G. News
- G. Scholar
- Persée
- Qwant
- (zh) Baidu
- (ru) Yandex
- (wd) trouver des œuvres sur Wikidata

| 1. | Préciser le motif de la pose du bandeau. | Précisez le motif de la pose du bandeau en utilisant la syntaxe suivante : {{admissibilité à vérifier\|date=août 2025\|motif=remplacez ce texte par le motif}}                                 |
| 2. | Informer les utilisateurs concernés.     | Pensez à avertir le créateur de l'article, par exemple, en insérant le code ci-dessous sur sa page de discussion : {{subst:avertissement admissibilité à vérifier\|Aux frontières des séries}} |

Aux frontières des séries (AFDS.tv) est le nom d'une émission radio diffusée dans un premier temps sur la radio universitaire belge (aujourd'hui disparue) Hellena à Louvain-La-Neuve.
Initialement consacrée à l'analyse de séries télévisées, l'émission se diversifie ensuite en décryptant l'actualité du monde des séries TV. Un site internet est créé afin de réunir les analyses et de les diffuser au plus grand nombre.

## Historique
Créée en 1998 par deux étudiants en journalisme, Sarah Sepulchre et Frédérick Detournay, tous deux animateurs radio sur la station étudiante Hellena, Aux frontières des séries trouvera rapidement son pendant internet afin de permettre aux auditeurs (et aux autres) de découvrir les dossiers du duo. Aux frontières des séries recevra l'appui de la Communauté française de Belgique pour sa saison 2000-2001 en recevant un subside du Fond de création radiophonique. L'émission se baladera dans la grille de la radio au fur et à mesure des années durant 3 "saisons".
En juin 2001, les deux fondateurs décident de tourner la page, leurs activités professionnelles respectives ne leur permettant pas de poursuivre l'aventure. Cependant, le site internet poursuit sa route et c'est l'occasion de mettre en ligne des dossiers restés dans les cartons durant la diffusion de l'émission.
En février 2003, retour sur les ondes de l'émission dans une version reformatée afin de permettre une diffusion en syndication sur des radios belges et françaises.
En septembre 2003, Frédérick Detournay (qui reste producteur du programme) est remplacé à la présentation par Alexandre Marlier. Deux autres journalistes viennent rejoindre l'équipe : Vincent Dechamps (parti fin juin 2008) et Nathalie Joskin (partie fin juin 2004).
En septembre 2004, deux nouveaux journalistes arrivent au sein de l'équipe : Lise-Marie Cassart (partie fin juin 2008) et Nathanaël Picas (toujours présent).
En juin 2008, à la suite du départ de deux journalistes, l'équipe s'étoffe de quatre nouveaux noms : Stéphanie Chavagne, Héloïse Rouard, Tilman Villette et Cindy Willème.
En septembre 2011, c'est au tour de Noémie Van Erps de rejoindre l'équipe (partie en juin 2013). En septembre 2012, Sophie Sourdiaucourt vient enrichir les rangs des journalistes de l'émission. Elle est suivie en septembre 2013 par Sébastien Porcu.
Au cours des années, de nombreuses rubriques sont venues agrémenter tant l'émission que le site internet : chroniques sur les acteurs, l'animation, les génériques, les films inspirés de séries, les créateurs, les pilotes, les webséries... mais aussi des interviews d'acteurs du monde des séries et/ou de la télévision.
Après une pause de 4 mois entre septembre 2013 et janvier 2014, l'équipe d'AFDS.tv revient avec un nouveau site web. Désormais, finie la syndication, l'émission est diffusée directement en podcast. Chaque semaine, entre 3 et 4 nouveaux podcasts sont proposés gratuitement aux visiteurs:
- Le lundi, ce sont les Chroniques (Génériques en Séries, Séries Cinéma, Séries Craignos et Who's Who) désormais présentées en duo.
- Le mercredi, place aux traditionnels Dossiers, présentés en trio.
- Le vendredi, c'est le tour des Suppléments (Episodes, Héros De L'Histoire, It Séries, Le Monde De L'Animé, Red Carpet, Séries Web et Trivia), présentés en trio.
- Le weekend, une à deux fois par mois, un épisode du feuilleton de la saison est diffusé. En 2014, Sébastien Porcu y présente Aussies En Séries, un road trip à travers la production sérielle australienne.

Depuis sa nouvelle mouture en janvier 2014, AFDS.tv a abandonné son précédent claim (Pour les mordus de Séries TV) au profit de "Un autre regard sur les Séries TV, désormais aussi en podcasts".
Le rythme de publication de l'émission est devenu moins soutenu depuis la rentrée de septembre 2016. C'est désormais au rythme d'un podcast par semaine que l'équipe donne rendez-vous à ses auditeurs. L'ensemble des thématiques de podcasts précédentes ont été conservées mais sont diffusés en alternance.